# Фельдман Ісаак Лазарович
Ісаа́к Ла́зарович Фе́льдман (нар. 1874, Київ — пом. 11—12 грудня 1942, Бровари) — відомий лікар, засновник лікарні у Броварах. Під час Німецько-радянської війни, зокрема німецької окупації Броварів, продовжував приймати поранених та лікувати хворих.

## Біографія
Народився у Києві у 1874 році.
Навчався на медичному факультеті Університету Святого Володимира. У 1897 році був виключений з університету за участь у революційному русі. Закінчував освіту у Дерптському університеті в 1902 році.
З 1904 по 1942 роки працював лікарем у Броварах. За його активної участі у 1911 році земство побудувало лікарню на 10 ліжок, яку вже за радянських часів у 1936 році було розширено до 25 ліжок. Невеликий колектив, очолюваний Ісааком Фельдманом, обслуговував не лише Бровари, але й прилеглі села.
З перших днів Німецько-радянської війни організував лікування поранених. Під час німецької окупації продовжував надавати медичну допомогу населенню міста і району.
У ніч з 11 на 12 грудня 1942 року разом із сестрою Оленою Павловою був розстріляний німецькими окупантами у Броварському Гестапо. Тіло Фельдмана поховали аж у жовтні 1943 року на Єврейському кладовищі у Броварах — коли у місто увійшли радянські війська. За деякими даними, на кладовищі також була похована його родина. Нині на місці поховання побудований меморіал «Загиблим у Великій вітчизняній війні броварчанам».
У 1960-х роках тіла Фельдмана та його сестри перепоховали на Старому кладовищі у Броварах.

## Вшанування
- На честь Ісаака Фельдмана у Броварах названо вулицю.
- На місці, де розташовувалась лікарня, заснована Фельдманом, встановлено пам'ятну табличку.
- На початку травня 2013 року на могилі Фельдмана та сестри Павлової за кошти міського бюджету проведено впорядкування, встановлено новий кам'яний пам'ятник.[1]

## Галерея

Пам'ятна табличка на місці лікарні, де працював Ісаак Фельдман
Поховання Ісаака Фельдмана та його сестри на Старому кладовищі (березень 2013)
Ім'я Фельдмана на меморіалі «Загиблим у Великій вітчизняній війні броварчанам»
Новий пам'ятник Фельдману та Павловій на місці поховання (травень 2013)
Новий пам'ятник Фельдману та Павловій на місці поховання (травень 2013)